# جرج بلگدن
جُرج بلَگدِن (انگلیسی: George Blagden؛ زادهٔ ۲۸ دسامبر ۱۹۸۹) هنرپیشه سینما و تئاتر اهل کشور بریتانیا است. وی از سال ۲۰۱۱ میلادی تاکنون مشغول فعالیت بوده‌است. این بازیگر به خاطر بازی در فیلم بی‌نوایان موفق به دریافت چندین جایزه گردید.

## قسمتی از فیلمشناسی
- خشم تایتان‌ها ۲۰۱۲
- بی‌نوایان ۲۰۱۲

سریال وایکینگ ها ۲۰۱۳-۲۰۲۰